# 圆粉蚧属
圆粉蚧属（学名：Mizococcus）是粉介壳虫科的一属。

## 下属物种
本属包括以下物种：
- 圆粉蚧 Mizococcus sacchari (Lindinger, 1932)